# Kurfürstendamm
Kurfürstendamm, Ku’damm (dosł. Grobla Elektorska) – główna ulica zachodniej części Berlina, położona w okręgu administracyjnym Charlottenburg-Wilmersdorf. Łączy Breischeidplatz z Kościołem Pamięci w Charlottenburgu z Rathenauplatz w Wilmersdorfie. Nazwa ulicy wywodzi się od słowa Kurfürst, oznaczającego księcia elektora Świętego Cesarstwa Rzymskiego.

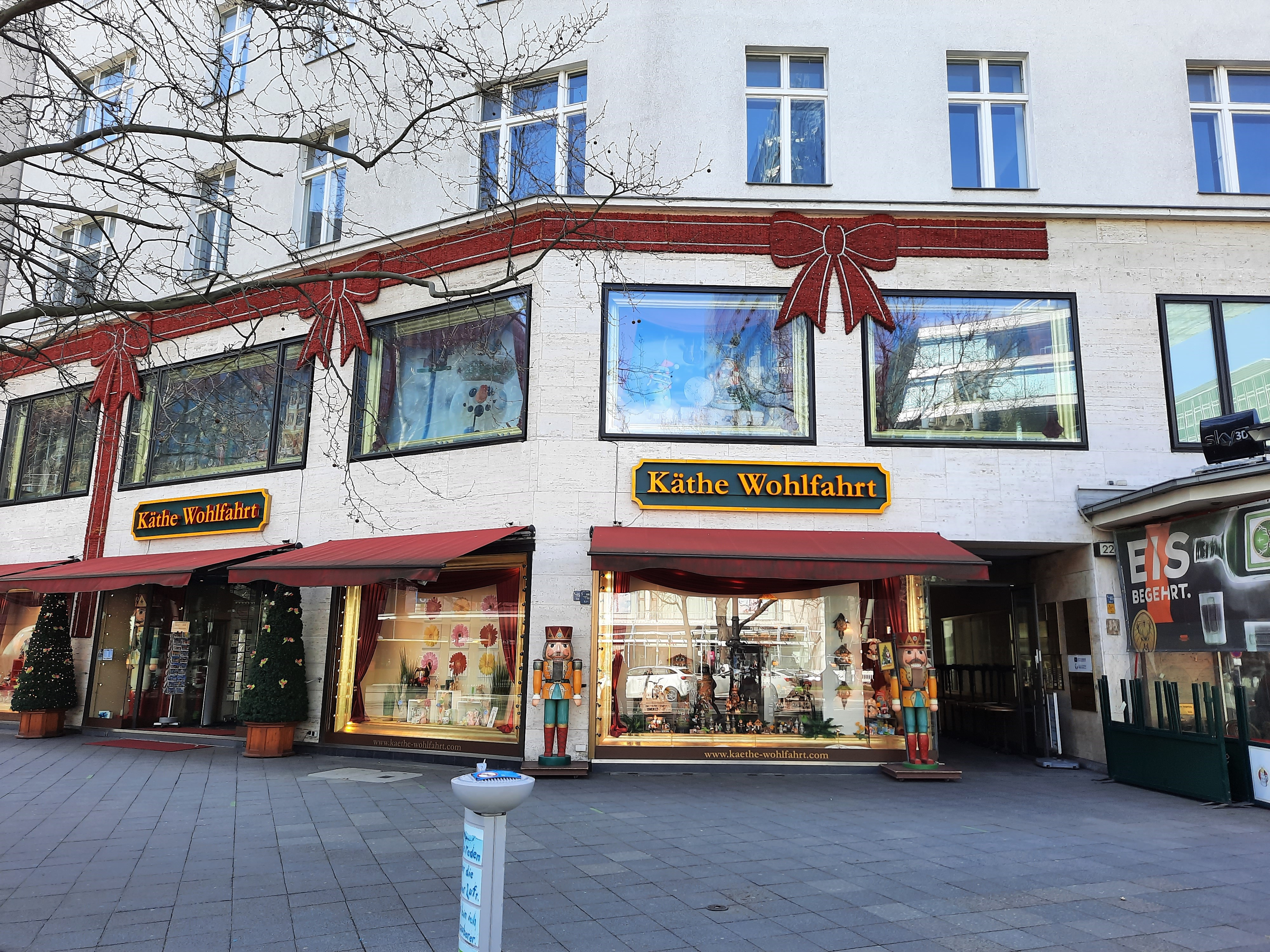
Käthe Wohlfahrt od zewnątrz

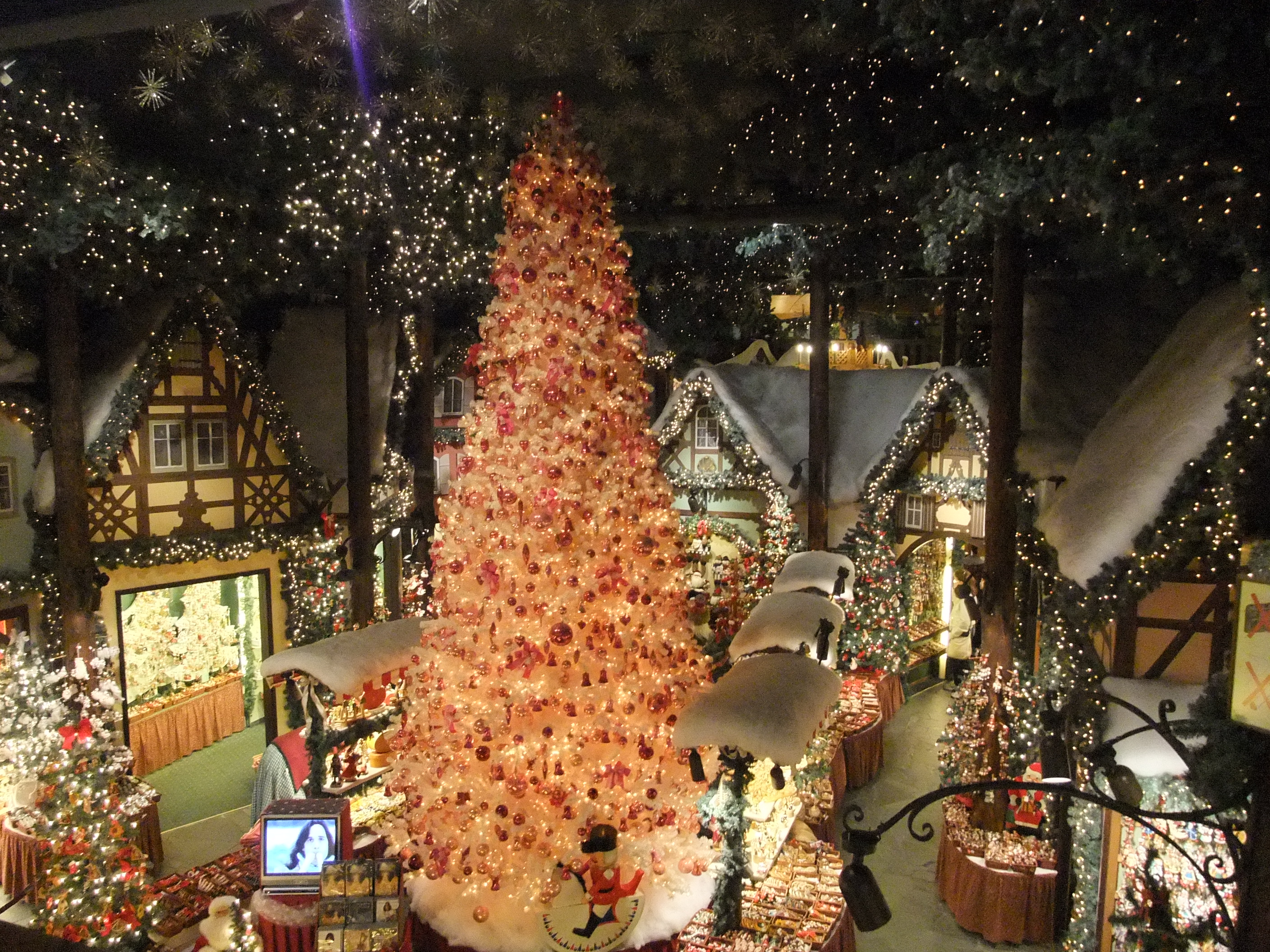
Käthe Wohlfahrt w środku

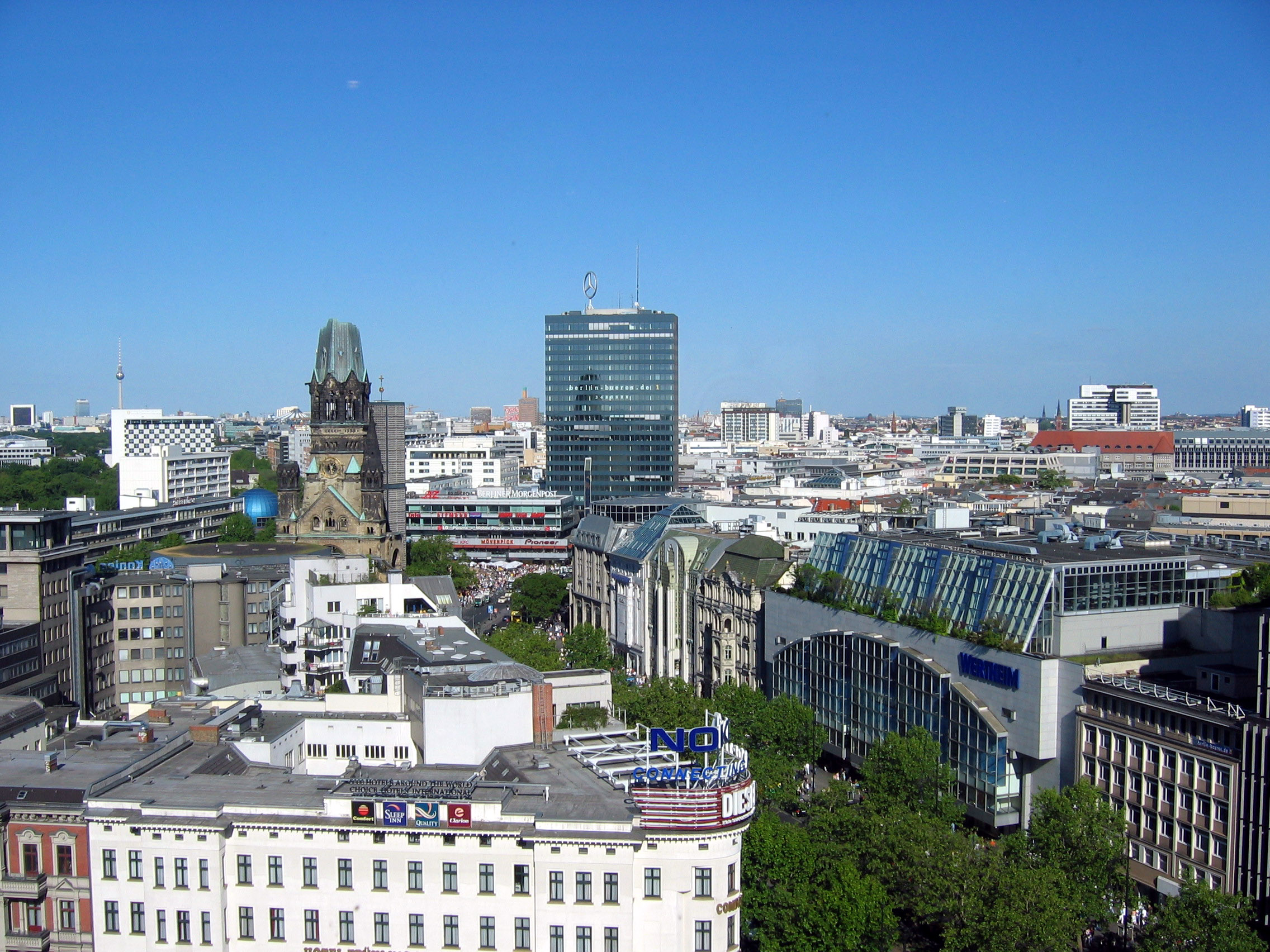
Kurfürstendamm

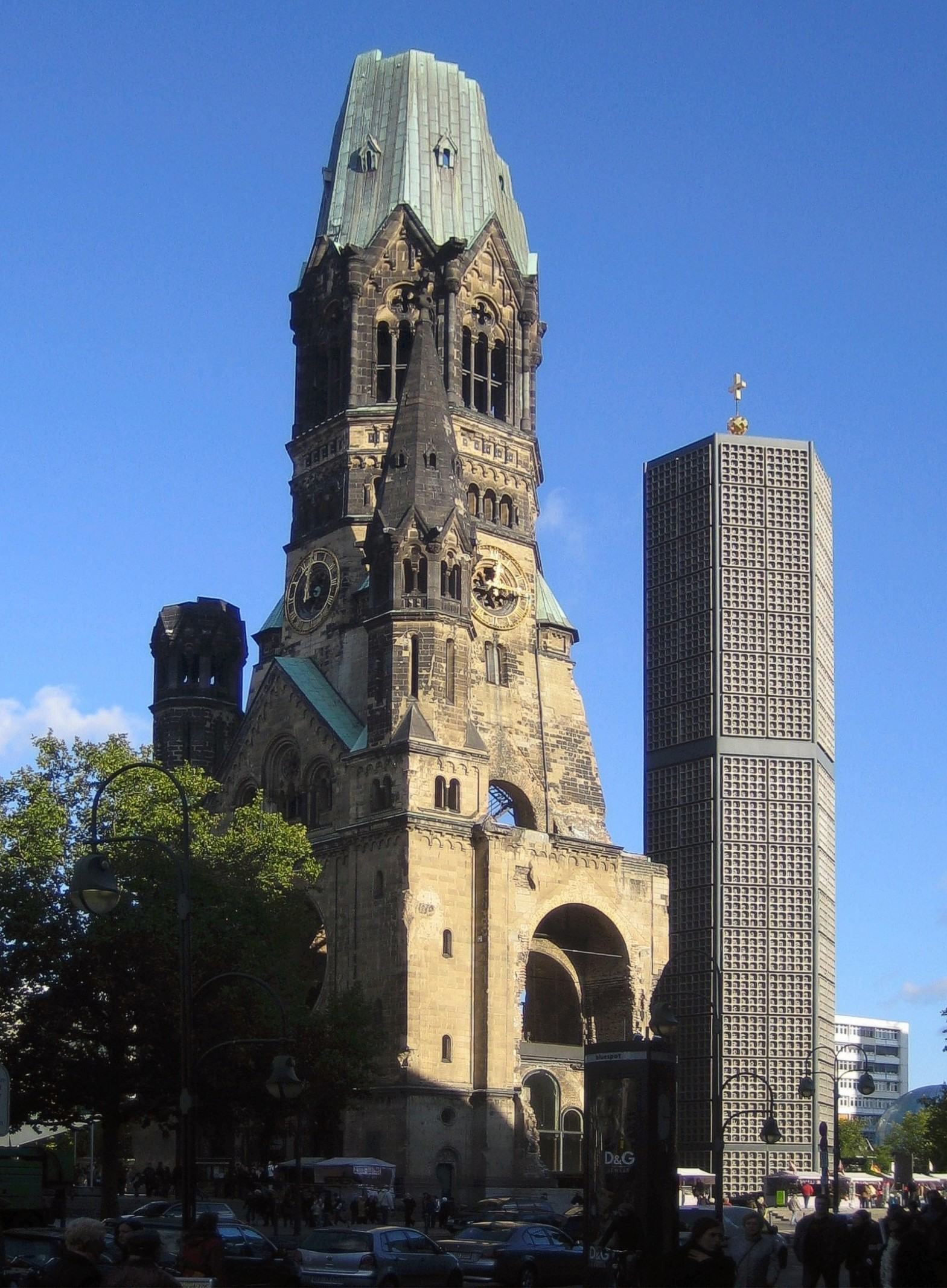
Kościół Pamięci (Gedächtniskirche) na wschodnim krańcu Kurfürstendamm

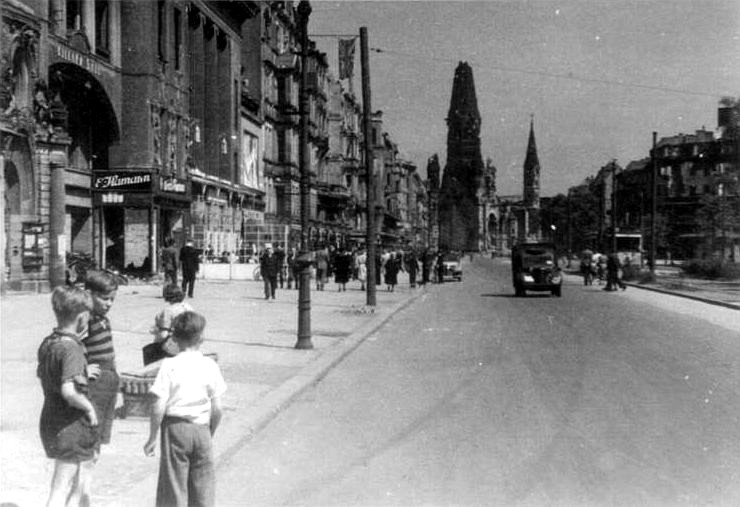
Kurfürstendamm, Lato 1945

Ulica powstała w 1542 r. jako poprowadzona groblą droga konna z Zamku w Berlinie do zamku Grunewald. W 1685 r. po raz pierwszy oznaczono ją na mapie, a między 1767–1787 opisywana jest już jako Churfürsten Damm. Droga została rozbudowana do miejskiego bulwaru z inicjatywy kanclerza Ottona von Bismarka, wyrażonej w liście z 1873 do radcy rządowego Gustava von Wilmowskiego. 2 czerwca 1875 uchwałą rządu zapoczątkowano budowę ulicy o szerokości 53 m, w 1886 r. jezdnia była gotowa i rozpoczęto zabudowę przyległych działek.
Po II wojnie światowej ulica znalazła się w Berlinie Zachodnim. Jej okolice zyskały na znaczeniu dzięki licznym sklepom, a sama nazwa ulicy, skracana zwykle do Ku’damm stała się synonimem życia miejskiego w zachodniej części miasta. Po zjednoczeniu Niemiec znaczenie ulicy zmalało na rzecz Alexanderplatz i Friedrichstraße.
Przy ulicy Kurfürstendamm w centrum Berlina ulokowany jest przez cały rok sklep bożonarodzeniowy Käthe Wohlfahrt. Sklep ma 450 metrów kwadratowych, w którym można kupić ozdoby, prezenty oraz produkty kojarzące się ze świętami Bożego Narodzenia. Znajduje się w nim ponad 8 tysięcy ozdób świątecznych, kilka stref tematycznych i największa w Niemczech piramidowa szopka bożonarodzeniowa.